# 弥富記念
弥富記念（やとみきねん）は、愛知県競馬組合が名古屋競馬場ダート1400mで施行する地方競馬の準重賞競走である。
正式名称は「弥富市長杯 弥富記念」。

## 概要
2022年に名古屋競馬場が弥富市へ移転したことに伴い、それまで「セレクトゴールド第5戦」として施行されていた競走を準重賞に昇格させて「弥富記念」を新設することが、同年2月25日に愛知県競馬組合より発表された。本競走はJRA2歳認定競走として施行され、第1回は準重賞だが、回次は付された。
2023年は弥富記念を「ネクストスター名古屋」に変更して新設するため、弥富記念の名称では施行されず、2024年より若獅子盃の競走条件を引き継いだ（新）弥富記念が1月に3歳限定戦として開催されることになった。なお、2024年以降は回次は付されない。
2025年12月の開催より3歳以上ダート1400mの準重賞として実施されることになった。

### 条件・賞金（2025年）
条件
サラブレッド系3歳、名古屋所属（名古屋デビュー限定）
負担重量
定量（56kg、牝馬2kg減）
賞金
1着250万円、2着87万5000円、3着50万円、4着37万5000円、5着25万円。
副賞
弥富市長賞、トータリゼータエンジニアリング賞

## 歴代優勝馬
| 回次  | 施行日         | 優勝馬           | 性齢 | 所属 | タイム | 優勝騎手 | 管理調教師 | 馬主                   |
| ----- | -------------- | ---------------- | ---- | ---- | ------ | -------- | ---------- | ---------------------- |
| 第1回 | 2022年10月26日 | セブンカラーズ   | 牝2  | 愛知 | 1:35.6 | 山田祥雄 | 川西毅     | （株）グリーンファーム |
|       | 2024年01月01日 | ミトノウォリアー | 牡3  | 愛知 | 1:37.7 | 岡部誠   | 角田輝也   | 竹内三年               |
|       | 2025年01月01日 | アップショウグン | 牡3  | 愛知 | 1:35.6 | 塚本征吾 | 塚田隆男   | 増田兼良               |

### 各回競走結果の出典
- JBISサーチ
  - 2022年、2024年、2025年